# فنوکسی‌اتانول
فنوکسی‌اتانول (به انگلیسی: Phenoxyethanol) با فرمول شیمیایی C۸H۱۰O۲ یک ترکیب شیمیایی است. که جرم مولی آن ۱۳۸٫۱۶ g/mol می‌باشد. شکل ظاهری این ترکیب، مایع روغنی بی‌رنگ است.